# Dyspyralis puncticosta
Dyspyralis puncticosta là một loài bướm đêm trong họ Erebidae.